# Блажь
Блажь (в превод – Прищявка, друго име – Я тебя люблю) е първият студиен албум на Николай Носков. Издаден е от лейбъла ОРТ-Рекордз и NOX Music и включва 10 песни. Композитор на албума е певецът, аранжор – Дмитрий Гинзбург, а основни автори на текстовете са Алексей Чуланский, Константин Арсенев, Сергей Трофимов и Димитрий Ефименко.
За песните „Я немодный“ и „Я тебя люблю“ той получава награди „Златен грамофон“

## Песни от албума
1. Я тебя люблю
2. Я не модный
3. Дай мне шанс
4. Мой друг
5. Сердца крик
6. На Руси
7. Блажь
8. Солнце
9. Лунный танец
10. Ты не сахар

## Гост музиканти
- Алексей Боголюбов – бас-китара
- Андрей Шатуновский, Юрий „Хен“ Кистенёв (Моральный кодекс) – барабани
- Дмитрий Четвергов, Лев Трейвицер – синтезатор